# Columna Morris

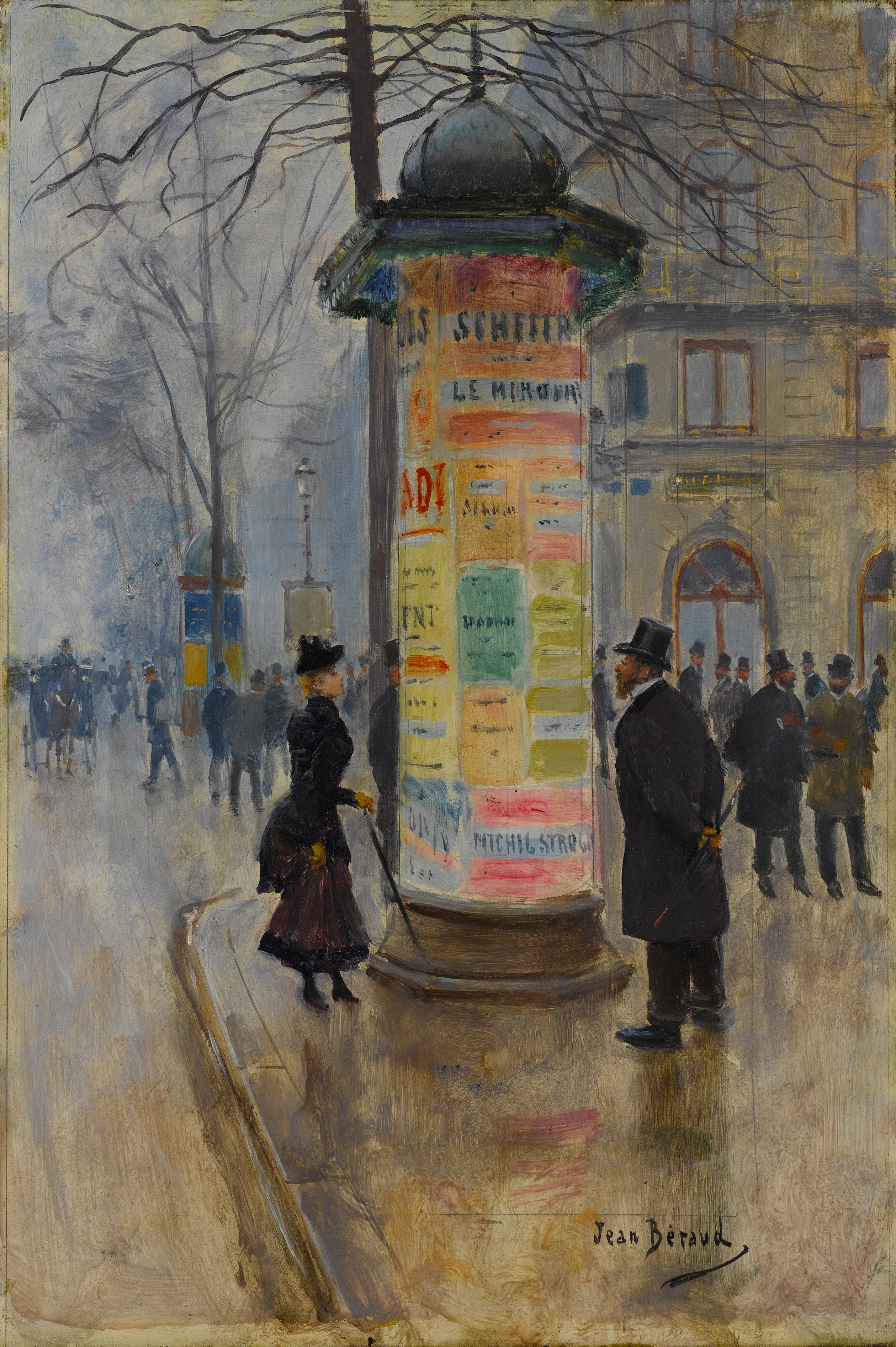
Una columna Morris en un cuadro de Jean Béraud, hacia 1885.

La columna Morris (en francés: colonne Morris, conocida en alemán como Litfaßsäule, columna Litfaß) es un elemento de mobiliario urbano inicialmente parisino, pero presente también en muchas otras ciudades del mundo. De forma cilíndrica, sirve principalmente de soporte para la publicidad de los espectáculos y películas.
Aunque su silueta y su aspecto general ha evolucionado poco desde su creación, con el paso del tiempo han aparecido mejoras y nuevos usos. En la actualidad, por ejemplo, se puede iluminar durante la noche. Puede ser giratoria para una mejor exposición de los carteles, y estos están protegidos frecuentemente de la intemperie y el vandalismo por un vidrio. El espacio que alberga en su interior se usa a veces para almacenar el material de limpieza de las vías públicas, para albergar inodoros o teléfonos públicos.

## Historia
Su invención se atribuye al berlinés Ernst Litfaß (1816 - 1874) quien las introdujo en diciembre de 1854 para luchar contra la publicidad salvaje.
Sin embargo, las columnas Morris deben su nombre al impresor Gabriel Morris, quien obtuvo su concesión en París en 1868. Ya en 1839, el prefecto del Sena Gabriel Delessert hizo erigir columnas en París para hacer de soporte de la publicidad municipal, que servían también de urinarios público. Estas columnas serían mejoradas bajo Napoleón III por el Servicio de paseos y parques, dirigido desde 1854 por el ingeniero Jean-Charles Alphand, pero su doble función provocó críticas y desaparecerían progresivamente en beneficio del nuevo contrato de exclusividad obtenido por Morris.
La superficie de carteles de las columnas Morris es de alrededor de 4m².
La Compagnie Fermière des Colonnes Morris fue adquirida en 1986 por la empresa JCDecaux, propiedad del empresario Jean-Claude Decaux. En la actualidad hay columnas Morris/JCDecaux en muchas ciudades de Europa.

## Polémica sobre la destrucción de las columnas
En 2006, la decisión del alcalde de París, Bertrand Delanoë, de destruir 223 columnas Morris con el pretexto de «aclarar el espacio público» generó una violenta polémica.
Las columnas Morris se convirtieron en objetos emblemáticos de la imagen de París, igual que las fuentes Wallace y las entradas de metro de Hector Guimard. Los detractores reprocharon al ayuntamiento utilizar el pretexto del confort visual para ocultar en nuevo acuerdo financiero (11 M€) negociado con la concesionaria. Las asociaciones de defensa se preocuparon por la desaparición de un soporte consagrado al arte y los espectáculos en beneficio de soportes publicitarios más rentables.

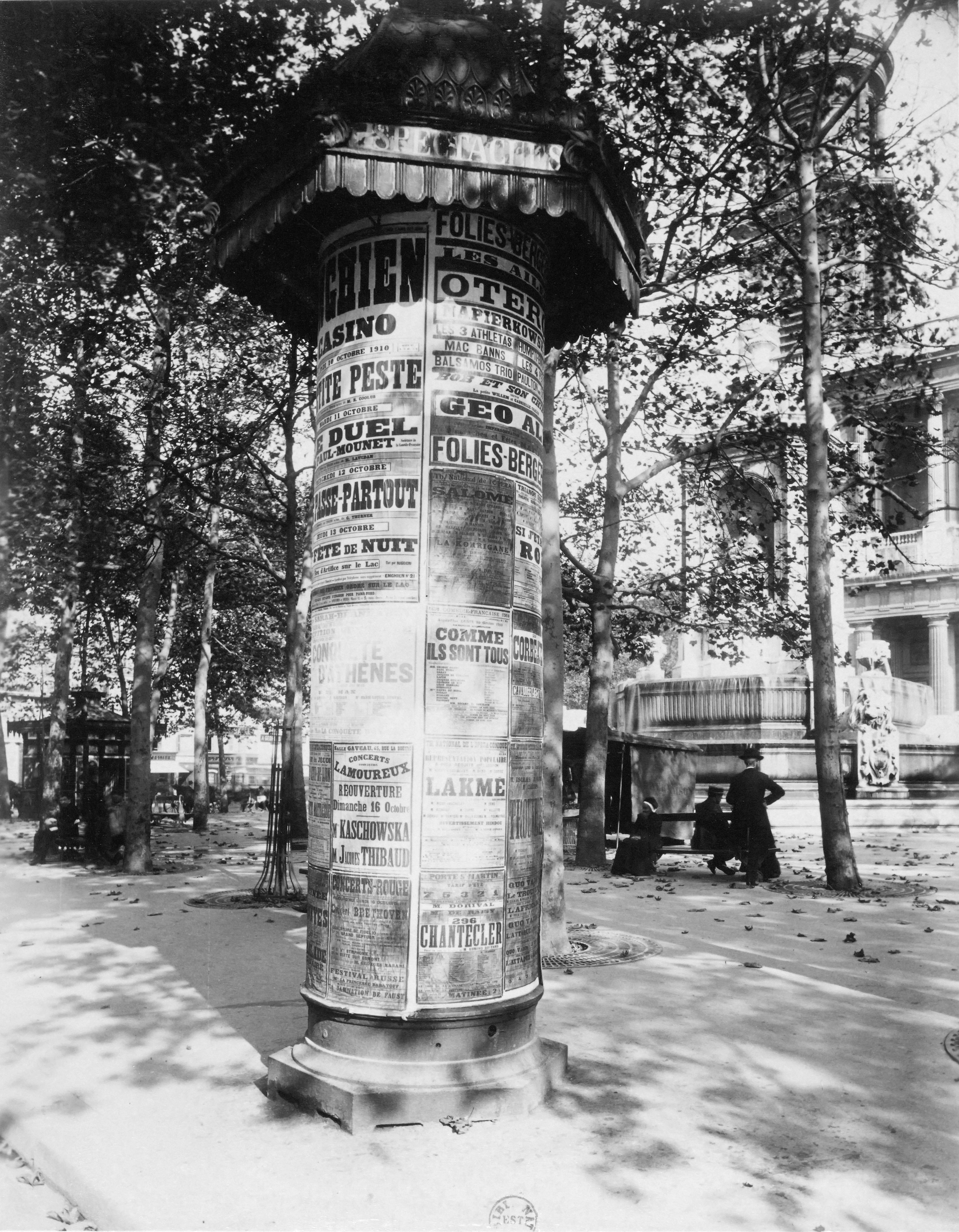
La Place Saint-Sulpice de París, 1910-1911, por Eugène Atget.
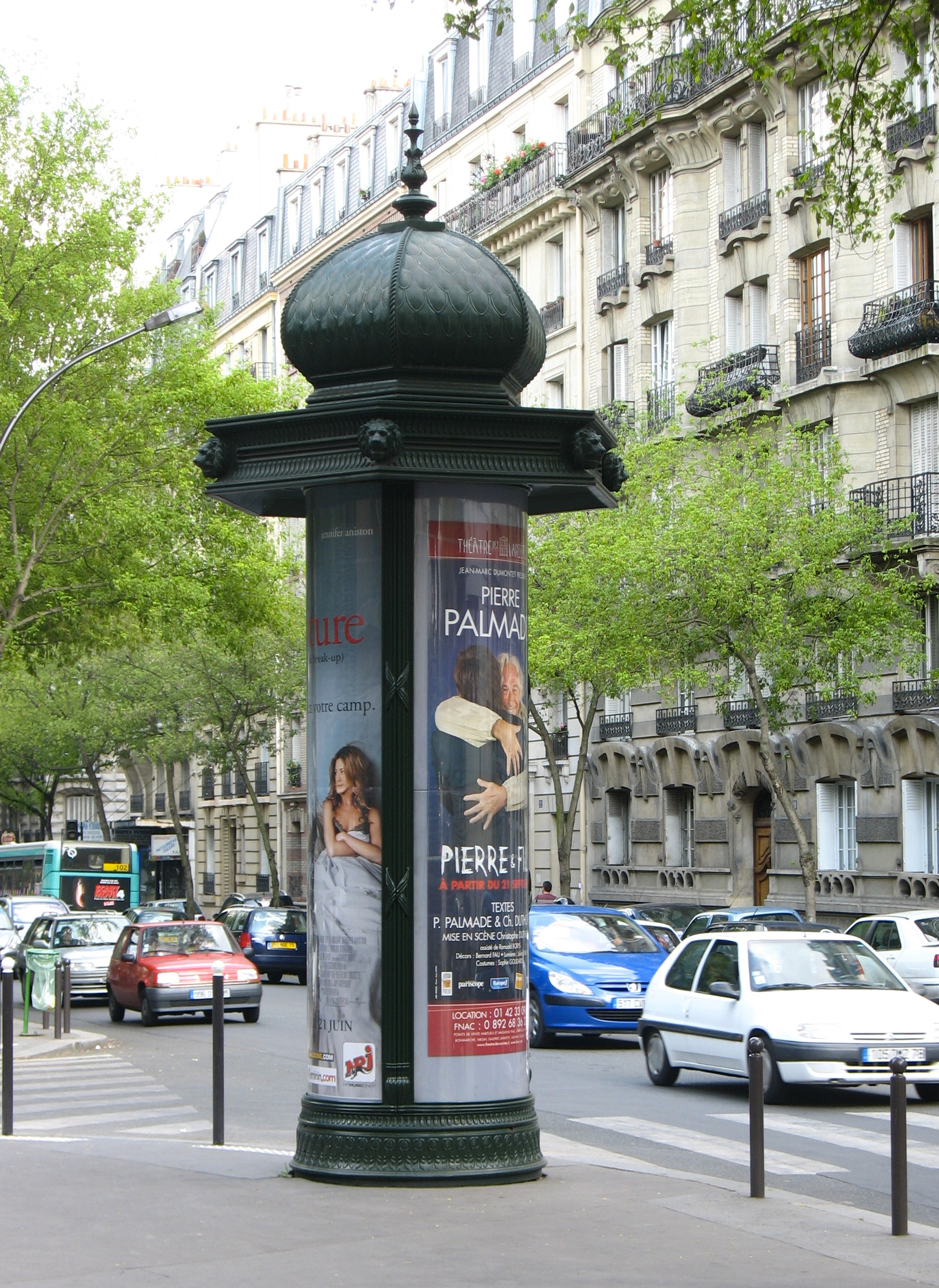
París.
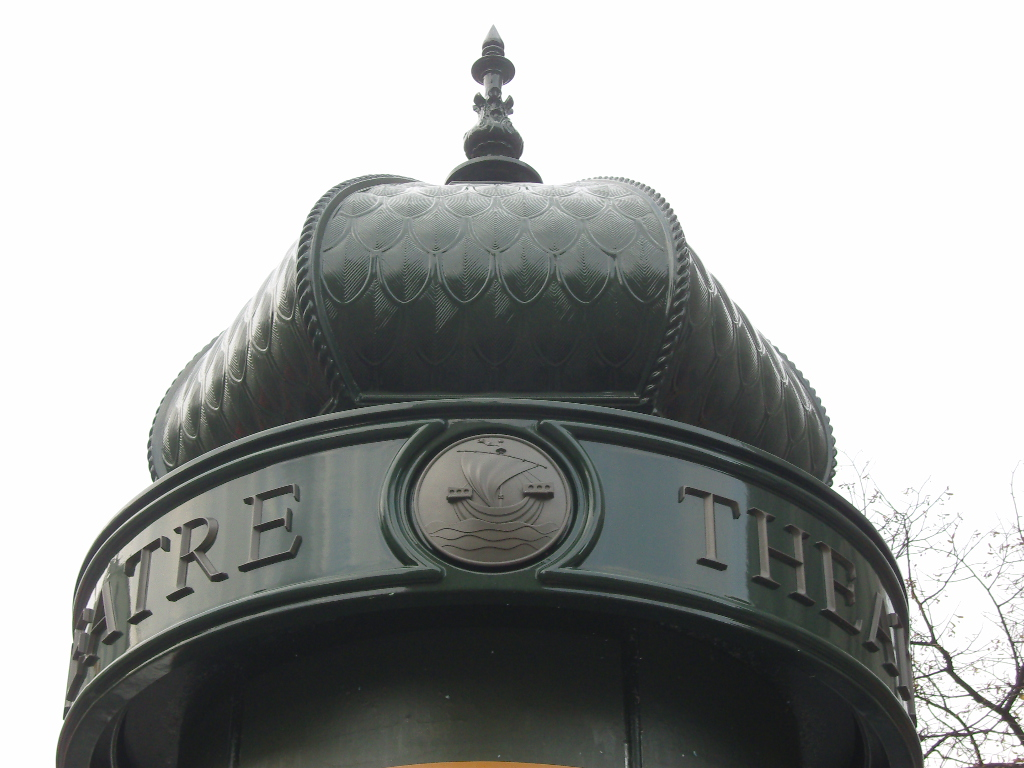
Detalle de una columna Morris de París.
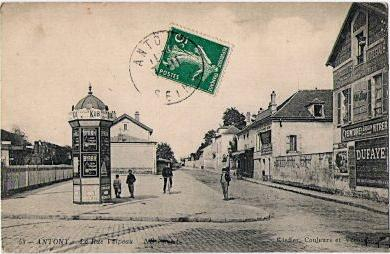
Une columna Morris en Antony en una postal antigua.
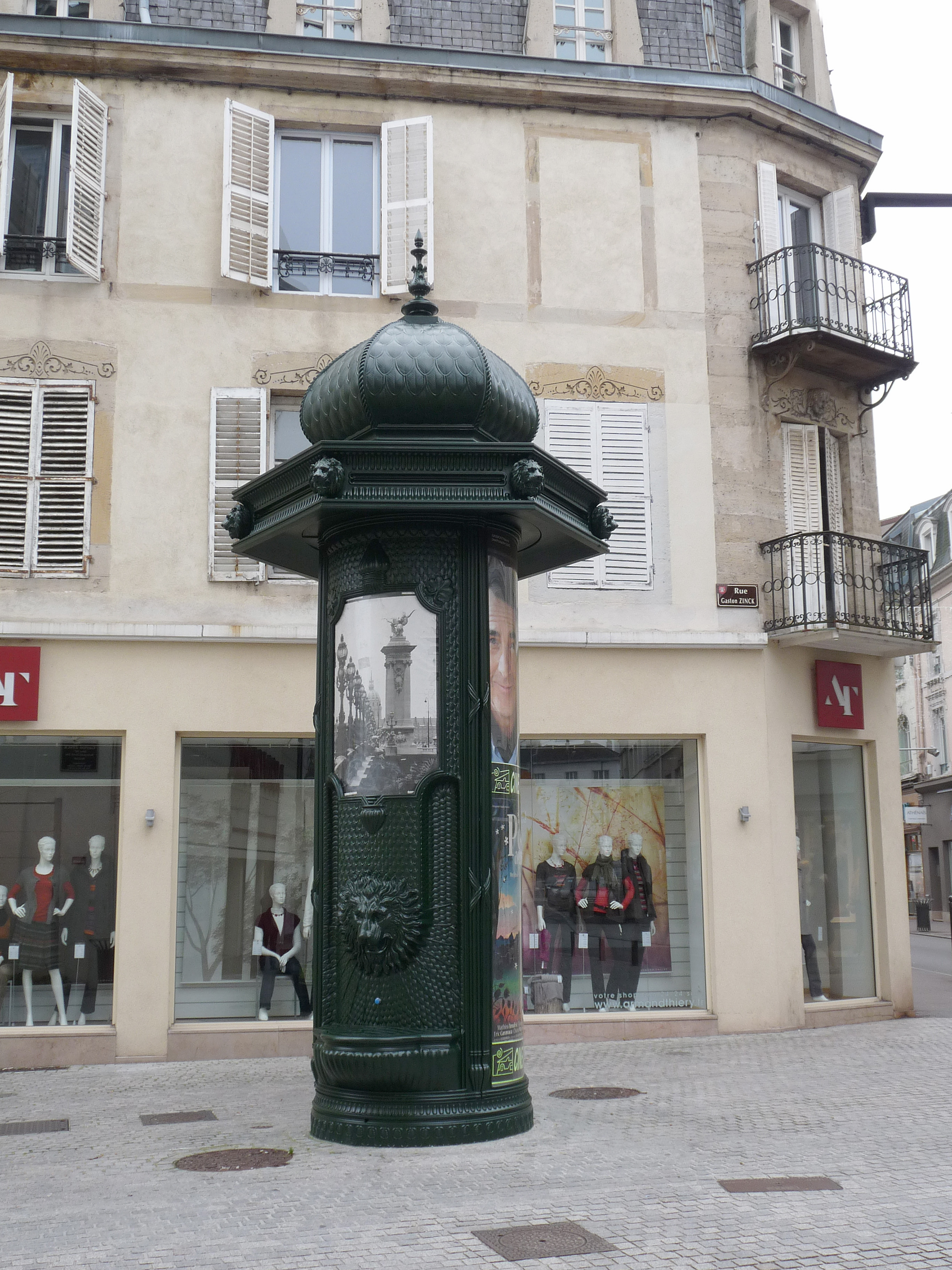
Una columna Morris en Épinal, con una fuente decorada con un mascarón en forma de cabeza de león.
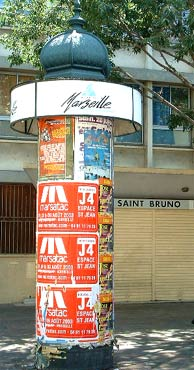
Publicidad libre en una columna Morris de Marsella.

## Otros países
Las columnas de publicidad existen igualmente en otros países aparte de Francia. En los países de lengua alemana se conocen como Litfaßsäule (columna Litfaß). También hay muchas en las calles de San Francisco.

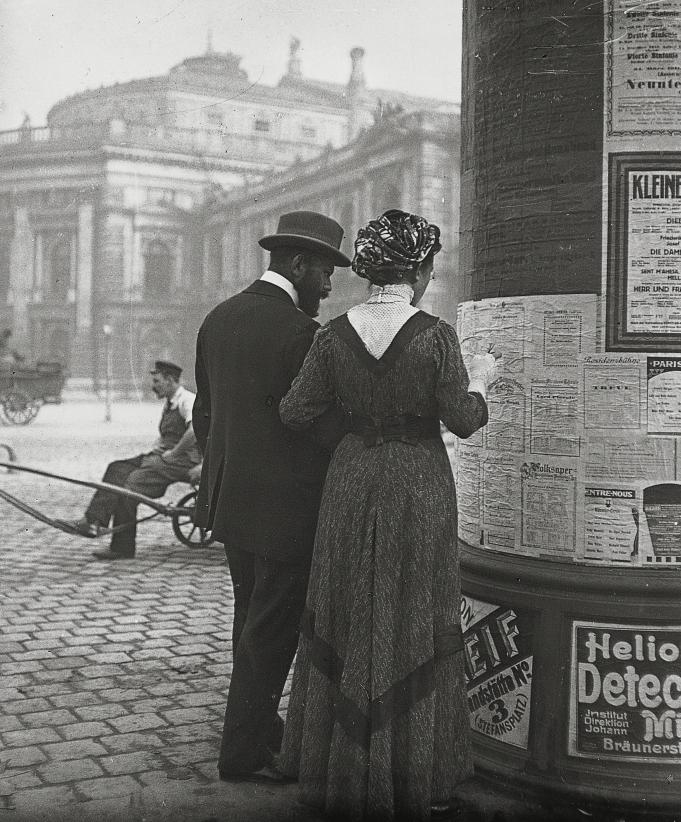
Transeúntes consultando los programas de los teatros en una columna de publicidad cerca del Burgtheater de Viena a principios del siglo XX.
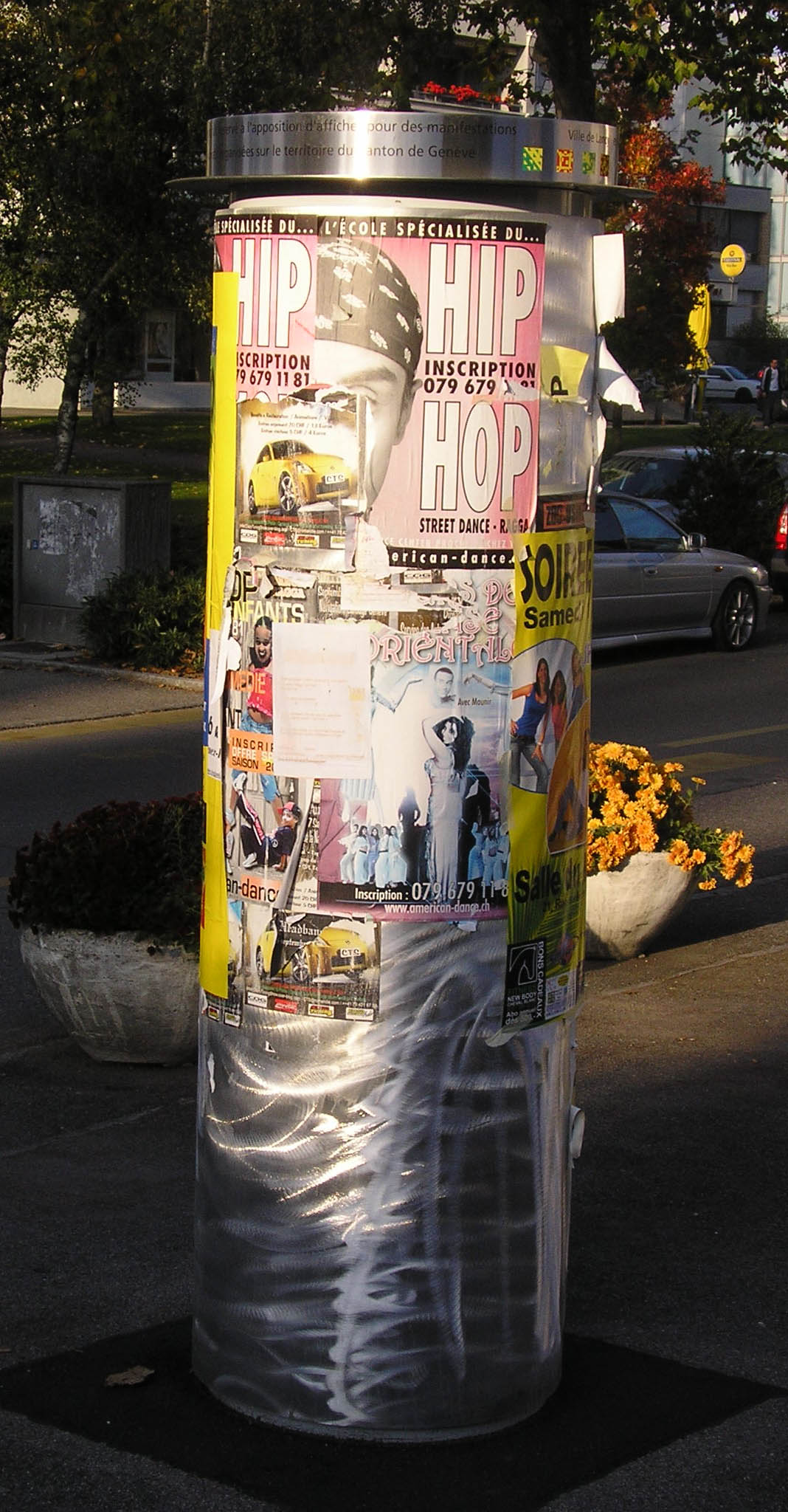
Lancy (Ginebra), en Suiza.
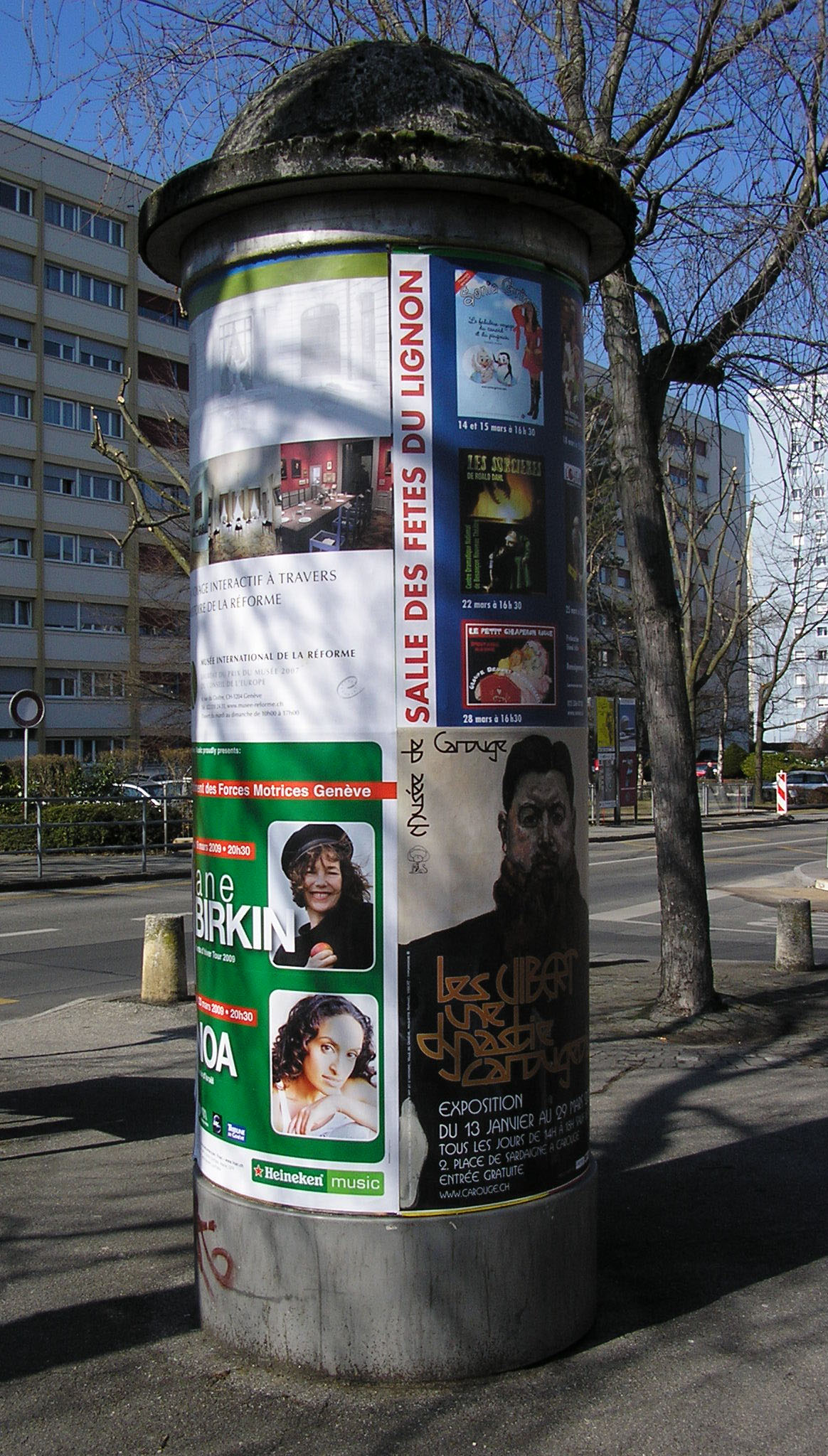
Onex (Ginebra), en Suiza.
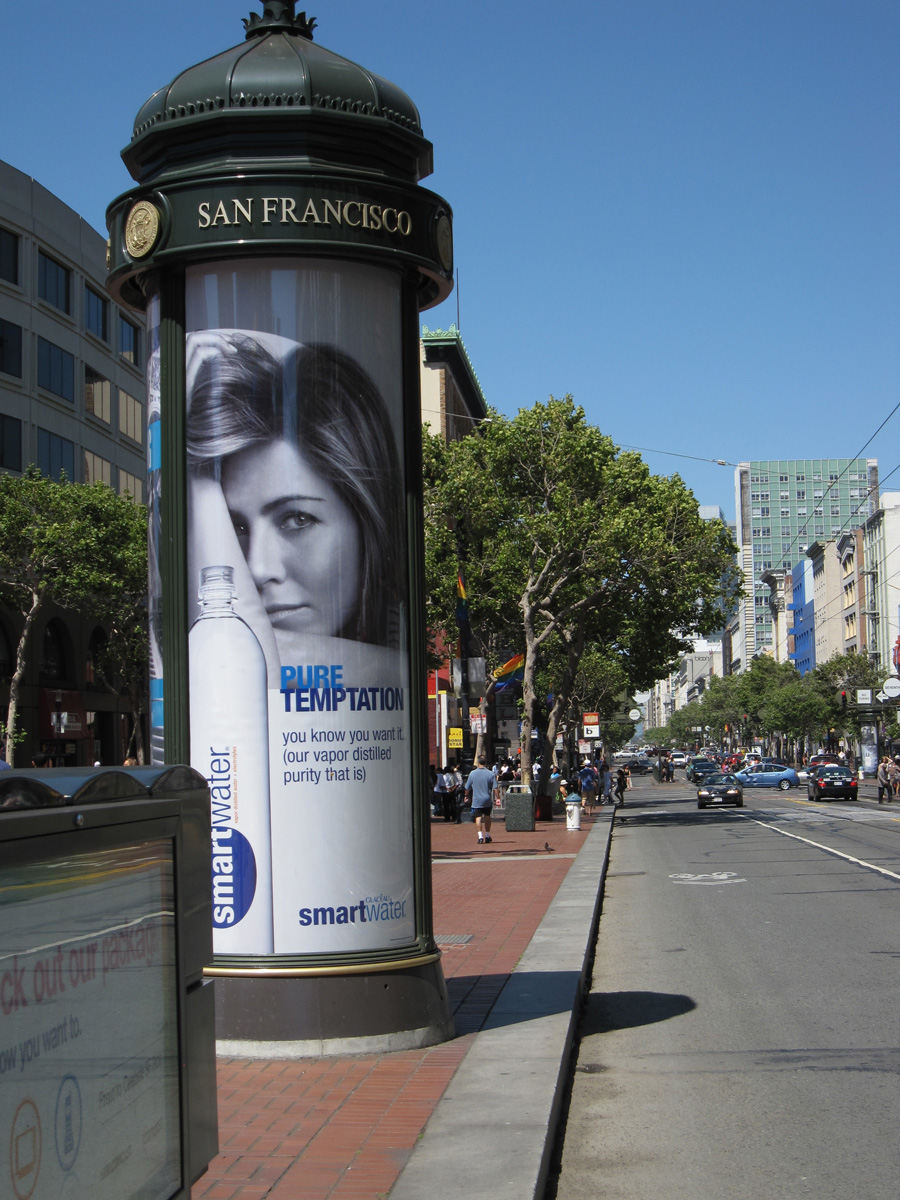
Una columna Morris en Market Street, San Francisco (Estados Unidos)
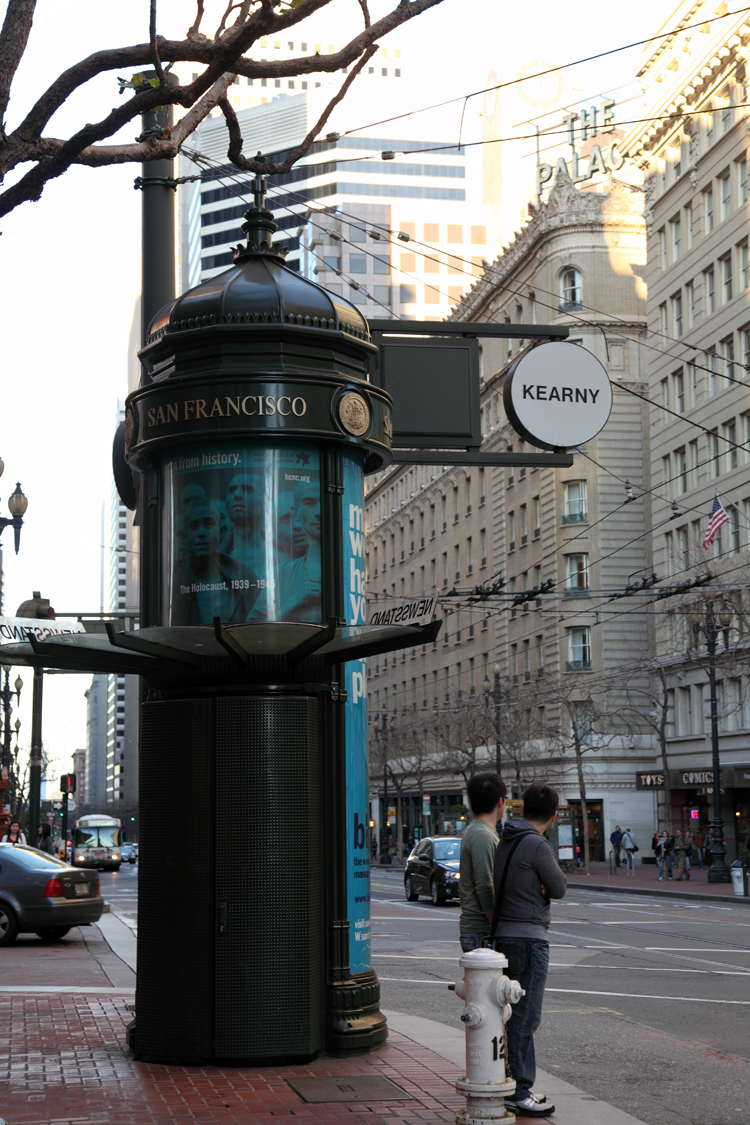
Una columna Morris en la intersección de Kearny Street y Market Street, San Francisco (Estados Unidos)